# RADICAL FREAKS
RADICAL FREAKS（ラジカル・フリークス）とは、2MCと1DJからなるヒップホップグループ。すでに解散している。

## メンバー
- U（ユー） - MC担当。現在はMCUとして活動中。
- DJ TATSUTA（ディージェイ・タツタ） - DJ担当。
- TA-1（タイチ） - DJ担当。現在はTAICHI MASTERとして活動中。
- VOICE（ヴォイス） - MC担当。

## 来歴
1987年、中学校からの同級生であったU、DJ TATSUTA、TA-1の三人でRADICAL FREAKS結成。1992年にTA-1が脱退。1994年にクラブで出会ったVOICEが加入。オムニバス『悪名』に収録された「地下室」で注目を浴びた。1993年にはキミドリのアルバムに、1996年にはDOHZI-T&DJ BASSのアルバムに、1998年にはCONFUSIONのアルバムに参加している。当初はMC JOE率いるBASE RECORDINGSというレーベルで活動していた。
その後解散。UはKICK THE CAN CREWなどを経てソロMCとして、DJ TATSUTAとTA-1もソロDJやプロデューサーとして幅広く活動している。3人で「巣鴨ナイト」なるイベントを開催するなど、交流は深い。

## ディスコグラフィー
- 地球人？ - 1997年4月1日

1. 地球人？
2. 被害妄想
3. 地球人？（Instrumental）
4. 被害妄想（Instrumental）
5. Freestyle～地球人？（Live）